# Albertpark (Sint-Jans-Molenbeek)
Het Albertpark (Frans: Parc Albert) is een park gelegen in de Belgische gemeente Sint-Jans-Molenbeek. Het ligt tussen de Edmond Machtenslaan, de Zaadstraat en de Joseph Baecklaan. Aan de overzijde van de Joseph Baecklaan ligt direct aansluitend het grotere Marie-Josépark. Het Albertpark zelf heeft een mooie collectie van forse bomen, waarlangs en waartussen enkele paden de verschillende in- en uitgangen van het park verbinden. Tussen deze beboste zones bevinden zich centraal in het park twee grote grasvelden. In het park is, in een cirkelvormig perk, een borstbeeld van de koning-soldaat Albert I van België.
In januari 2019 werd een nieuwe vrije hondenzone ingehuldigd in het park. Bovenop de twee bestaande hondenhoekjes krijgt het Albertpark een nieuw soort van vrije loopzone voor honden. Voorheen was die beperkt en omheind. Voortaan is de open zone 1.700 m² groot en is ze afgebakend met paaltjes en bomen.  
In 2016 droeg de gemeente het beheer over aan Leefmilieu Brussel.